# محمد یوسف کارگر
محمد یوسف  (زادهٔ ۱۱ مهٔ ۱۹۶۲) یک بازیکن فوتبال و مربی فوتبال اهل افغانستان است،محمد یوسف در سال ۲۰۱۴ میلادی به عنوان مرد بزرگ فوتبال افغانستان برگزیده شد محمد یوسف برای دو دوره مربیگری تیم ملی فوتبال افغانستان را بر عهده داشت که بار نخست در سال ۲۰۰۸ میلادی به مدت یک سال هدایت تیم ملی فوتبال افغانستان را بر عهده داشت و در دوره دوم در سال ۲۰۱۰ میلادی بار دیگر به عنوان سرمربی تیم ملی فوتبال افغانستان برگزیده شد و چهار سال در این سمت باقی ماند.